# Kim Cattrall
Kim Victoria Cattrall, född 21 augusti 1956 i Liverpool i Merseyside, är en brittisk-kanadensisk skådespelare. Hon är kanske mest känd för sin roll som Samantha Jones i den amerikanska TV-serien Sex and the City.

## Biografi
Cattrall föddes i Liverpool i Storbritannien. Vid tre månaders ålder emigrerade hon till Kanada med sin far Dennis och sin mor Shane. Där har även ett stort antal av hennes filmer gjorts. Då hon var elva år återvände Cattrall till sitt hemland och studerade vid London Academy of Music and Dramatic Art. När hon återvände till Vancouver i Kanada, började hon som sextonåring i gymnasiet och tilldelades sedan ett stipendium för att studera vid American Academy of Dramatic Arts i New York. Under sina sista år vid akademin, fick hon en roll i Otto Premingers Rosebud (1975). Efter sin filmdebut återvände Cattrall till teatern, först i Vancouver varefter hon sedan gick vidare för att spela en repertoar i Toronto. Hon skrev senare ett kontrakt med Universal Studios i Los Angeles. Hon har även varit med i Polisskolan där hon spelade kadett Karen Thompson, mot bl.a. Steve Guttenberg, G.W. Bailey och David Graf.
Cattrall har varit gift tre gånger och tidigare haft sällskap med Kanadas före detta premiärminister Pierre Trudeau. Hon talar flytande tyska, och har varit Pepsis ansikte utåt som femme fatale.

## Filmografi (urval)
- 1975 – Operation Rosebud
- 1977 – Deadly Harvest
- 1980 – Familjen Macahan - Liten roll
- 1981 – Ticket to Heaven
- 1982 – Porky's
- 1984 – Polisskolan
- 1986 – Big Trouble in Little China
- 1987 – Skyltdockan
- 1988 – Maskerad
- 1990 – Fåfängans fyrverkeri
- 1991 – Star Trek VI
- 1992 – Hämndens ögonblick
- 1998–2004 – Sex and the City (TV-serie)
- 2001 – 15 Minutes
- 2002 – Crossroads
- 2005 – Isprinsessan
- 2007 – Shortcut to Happiness
- 2008 – Sex and the City
- 2010 – Sex and the City 2
- 2010 – The Ghost Writer
- 2010 – Meet Monica Velour
- 2017 – Modus (TV-serie)
- 2022 – How I Met Your Father (TV-serie) (berättare)

## Teater

### Roller
| År   | Roll  | Produktion               | Regi                | Teater                            |
| ---- | ----- | ------------------------ | ------------------- | --------------------------------- |
| 1986 | Sofia | Wild Honey Michael Frayn | Christopher Morahan | Broadhurst Theatre, New York, USA |